# Ekaterina Chuster
Ekaterina Chuster, née le 24 mars 1986, est une gymnaste artistique russe.

## Carrière
Ekaterina Chuster est médaillée d'or par équipes aux Championnats d'Europe de gymnastique artistique féminine 2002 à Patras. 